# Jakost električnega polja
Jákost eléktričnega pólja (oznaka E) je vektorska količina, ki določa električno polje. Določena je s Coulombovo silo na majhen električni naboj v izbrani točki polja.
Jakost električnega polja je enaka negativnemu gradientu električnega potenciala:
{\displaystyle {\vec {\mathbf {E} }}=-\nabla \,\phi \!\,.}
Mednarodni sistem enot določa za jakost električnega polja enoto Vm-1.